# Echo Dnia
Echo Dnia – kielecki dziennik regionalny wydawany od 1 grudnia 1971.

## Historia
Sprywatyzowany w roku 1991; jego właścicielem została kielecka Agencja Handlu i Marketingu „Acumen”. Od 8 lipca 1991 wydawany w nowej szacie graficznej i formacie. W roku 1992 tytuł przejęty przez nowego właściciela, którym zostało Przedsiębiorstwo Budowlane Mitex, należące do kieleckiego biznesmena Michała Sołowowa. Do roku 1993 wydawany jako popołudniówka, następnie, aż do dziś, jako dziennik poranny. Od listopada 1993 roku do piątkowego wydania dołączana osobna wkładka – program telewizyjny.
Gazeta drukowana jest w trzech wydaniach: radomskim, świętokrzyskim i podkarpackim. Oprócz redakcji w Kielcach działają dwa oddziały redakcyjne w Radomiu i Tarnobrzegu. Swoim zasięgiem gazeta obejmuje trzy województwa: świętokrzyskie, podkarpackie (cztery powiaty: mielecki, niżański, stalowowolski i tarnobrzeski oraz miasto Tarnobrzeg) i mazowieckie (część południowa).
Do podstawowej gazety dołączane są dodatki; w poniedziałek – Magazyn Sportowy 24, w piątek na terenie niektórych powiatów tygodniki lokalne (Tygodnik Sandomierski, Tygodnik Staszowski, Tygodnik Kielecki itd.); w sobotę – Na luzie i Kuchnia.
Obecnie Echo Dnia to nie tylko papierowe wydanie. Wydawca postawił również na portal internetowy - www.echodnia.eu. Czytelnicy znajdą tam większość artykułów drukowanych w papierowym wydaniu. Wydawca uruchomił też portale tematyczne, między innymi kultura.echodnia.eu, Jedzenie i Zabawa, Na Językach, Sport, Zdrowie i Uroda.
W gazecie tej praktykował m.in. znany dziennikarz Marcin Pawłowski.
W 2004 roku gazetę zakupiła Orkla. 1 czerwca 2006 roku Echo Dnia połączyło się ze Słowem, zachowując stary tytuł. Od 1 września 2006 roku nakład ma kolorowy druk, zmieniła się też szata graficzna, tak zwany layout. W 2013 roku gazetę należącą do grupy Media Regionalne, której właścicielem był brytyjski fundusz inwestycyjny Mecom Group, przejęła Polska Press. Redaktorem naczelnym gazety jest Stanisław Wróbel, kierownikiem Oddziału Podkarpackiego jest Marcin Radzimowski, natomiast Oddziału Radomskiego Piotr Stańczak. Po przejęciu Polska Press przez Orlen w 2021 roku, Echo Dnia było jedyną z gazet koncernu, w której pozostał dotychczasowy redaktor naczelny (Stanisław Wróbel).

## Redaktorzy naczelni
- 1971-1981: Karol Strug
- 1981-1990: Zygmunt Hozer
- 1990: Wojciech Podolecki
- 1990-1991: Jerzy Chrobot
- 1991-1992: Waldemar Pacławski
- 1992: Jerzy Gierszewski
- 1992-1995: Jerzy Chrobot
- 1995-2000: Andrzej Załucki
- od 2000: Stanisław Wróbel